# Бараков, Виктор Николаевич
Виктор Николаевич Бараков (род. 1 сентября 1961, г. Великий Устюг, Вологодская область) — российский литературовед, писатель, публицист, литературный критик, доктор филологических наук (1998), профессор (2000), член Союза писателей России (с 1999 г.), лауреат Всероссийской литературной премии «Звезда полей» им. Николая Рубцова (за 1998 г.) и Всероссийской православной литературной премии им. Святого благоверного князя Александра Невского (за 2007 г.).

## Биография
Выпускник Адыгейского педагогического института в Майкопе (ныне Адыгейский государственный университет) (1982). В 1984—1986 работал преподавателем в педагогическом училище Великого Устюга, в Армавирском педагогическом институте (1986—1989).
После окончания в 1991 аспирантуры Московского педагогического госуниверситета им. Ленина до 2010 — преподавал на кафедре литературы Вологодского педагогического университета.
С 2010 года работает на кафедре социально-культурного сервиса и туризма Вологодского государственного университета.
С 2020 года работает на кафедре Публицистики и журналистского мастерства факультета журналистики Кубанского государственного университета.

## Научная и творческая деятельность
Автор книг, брошюр и ряда статей о русской поэзии второй половины XX века и современной русской литературе.

## Избранная библиография
- Лирика Николая Рубцова, 1993.
- Юрий Кузнецов. Очерк творчества (в соавт.), 1996.
- Слово в вечности (о поэтах и поэзии), 2000.
- Шадринов А. Ю. Стихотворения и поэмы (Предисловие и составление), 2001.
- Вологодская литературная школа. Краткий биобиблиографический справочник (Автор-составитель — В. Н. Бараков), 2003.
- «Почвенное» направление в русской поэзии второй половины XX века: типология и эволюция. 2004.
- Слову предела нет: Литературоведение. Критика. Публицистика, 2005.
- Отчизна и воля: Книга о поэзии Николая Рубцова, 2005.
- История русской литературы второй половины XX века: Программа курса для студентов филологического факультета (Составитель — В. Н. Бараков), 2005.
- Литературное краеведение: избранные статьи о вологодской прозе и поэзии, 2011.
- Современная русская поэзия: патриотический дискурс, 2012.
- Современная русская литература: монография, 2013.

## Литературоведение (Избранные статьи)
- Последняя Русь (Поэма Н. Клюева «Песнь о Великой Матери»)
- «Это было со мной, это вновь повторится…» Судьба Алексея Шадринова
- Алексей Шадринов (1973—1992). Из неопубликованного
- Тайная клеть (Клюевское наследие в поэзии Николая Тряпкина)
- Семь уроков Александра Яшина
- «Скромный, но истинный талант…» Поэзия Ольги Фокиной
- Виктор Астафьев и Николай Рубцов
- В. В. Кожинов и современное рубцововедение
- Поэтическая биография Николая Рубцова
- Вадим Кожинов о книге Н. Рубцова «Подорожники»
- Неизвестные стихотворения и письма Николая Рубцова
- Мифы о России
- Смута как хроническая русская болезнь. Размышления над страницами книги Ивана Полуянова"Самозванцы"
- Все впереди. Пути современной прозы
- Земная доля Николая Зиновьева
- Идол нового времени

## Критика (Избранные статьи)
- Слово в вечности
- Слово об Астафьеве
- Литинтернет
- «Отыщу струну, что всех нежнее…» Поэзия Сергея Чухина
- «Чтоб встречали теплом…» Памяти Вячеслава Белкова

## Рецензии (Избранное)
- Живое слово Яшина
- У Чёрного моря
- Ясны очи
- Россия уходит на небо
- Стихия жизни
- Видеть самое главное
- Из сокровенной глубины. Повести и рассказы Александра Кирова

Кроме того, автор литературных телепередач.